# باريشيفو (نوفوسيبيرسك)
باريشيفو (بالروسية: Барышево) هي مدينة في مقاطعة نوفوسيبيرسك أوبلاست في روسيا.
يبلغ عدد سكانها حوالي 4976 نسمة.